# Unia Lewicowo-Liberalna
Unia Lewicowo-Liberalna (isl. Samtök frjálslyndra og vinstri manna) – lewicowa islandzka partia polityczna działająca w latach 70. XX w. Została założona w roku 1969 przez Hannibala Valdimarssona (poprzednio przewodniczącego koalicji wyborczej Związek Ludowy) i jego zwolenników.
Partia była przeciwna obecności na wyspie baz armii amerykańskiej.
W latach 1971–1974 partia miała dwóch ministrów w rządzie Ólafura Jóhannessona. Dwukrotnie udało jej się wprowadzić własnych posłów do Alþingi. Później znikła ze sceny politycznej.
Działaczem Unii Lewicowo-Liberalnej był prezydent Islandii w latach 1996-2016 Ólafur Ragnar Grímsson oraz Jón Baldvin Hannibalsson (minister finansów w latach 1987-1988 i minister spraw zagranicznych w latach 1988-1995 z ramienia socjaldemokratów).

## Wyniki wyborów
| Wybory | Liczba głosów | % głosów | +/–% | Liczba mandatów | +/– |
| ------ | ------------- | -------- | ---- | --------------- | --- |
| 1971   | 9 395         | 8,9      |      | 5               | +5  |
| 1974   | 5 245         | 4,6      | -4,3 | 2               | -3  |